# Thymus leptophyllus
Thymus leptophyllus ist eine Pflanzenart aus der Gattung der Thymiane (Thymus) in der Familie der Lippenblütler.

## Beschreibung
Thymus leptophyllus ist ein kleiner Strauch, der Thymus bracteatus ähnelt, aber insgesamt kleiner ist. mit langen, schlanken, hochgebogenen bis niederliegenden nicht-blütentragenden Stängel bildet, von denen etwa 1,5 bis 4 cm lange, aufrechte bis aufsteigende, blütentragende und behaarte Stängel sowie achselständige Büschel aus Laubblätter ausgehen. Diese sind 5 bis 8 mm lang und 1 bis 1,5 mm breit. Sie sind krautig, blass grün, unbehaart, an der Basis gewimpert und meist gestielt.
Die Blütenstände sind köpfchenförmig bis etwas langgestreckt, wobei der unterste Scheinwirtel etwas entfernt steht. Die Tragblätter sind bis zu 2 mm breit, ähneln den Laubblättern, sind elliptisch bis schmal eiförmig, meist über die Scheinwirtel hinausstehend, blass grün und bewimpert. Der Kelch ist 3,5 bis 5 mm lang, die Kelchröhre ist glockenförmig bis nahezu zylindrisch und behaart und deutlich kürzer als die Lippen. Die oberen Zähne sind etwa 1 bis 1,5 cm lang, schmal lanzettlich und bewimpert. Die Krone ist weißlich gefärbt.
Die Chromosomenzahl beträgt 2n = 28.

## Vorkommen und Standorte
Die Art kommt in der Mitte und im Osten Spaniens vor. Sie wächst in trockeneren Regionen und niedrigeren Höhenlagen als Thymus bracteatus.

## Systematik
Man kann drei Unterarten unterscheiden:
- Thymus leptophyllus subsp. izcoi (Rivas Mart., A.Molina & G.Navarro) R.Morales: Sie kommt in der Mitte Spaniens vor.[2]
- Thymus leptophyllus subsp. leptophyllus: Sie kommt im Osten Spaniens vor.[2]
- Thymus leptophyllus subsp. paui R.Morales: Sie kommt im Osten Spaniens vor.[2]